# Gouvernement d'Aragon
Le Gouvernement d'Aragon (en espagnol : Gobierno de Aragón), également nommé députation générale (Diputación General) est l'institution politique exerçant le pouvoir exécutif et réglementaire en Aragon, en Espagne.
Dirigé par le président de la communauté autonome et composée de conseillers (consejeros), ses attributions sont régies par le statut d'autonomie et la loi relative au gouvernement. Il siège à Saragosse.

## Composition
Le Gouvernement d'Aragon se compose du président, des vice-présidents le cas échéant, et des conseillers, dont le rôle équivaut à celui des ministres.

### Nomination
Le ou les vice-présidents et les conseillers sont nommés par le président, qui établit leur ordre de préséance,.
Les fonctions du ou des vice-présidents sont précisées par décret du président. S'ils ont autorité sur un département exécutif, ils bénéficient également du titre de conseiller. Les conseillers sont placés à la tête d'un département exécutif, mais le président peut également nommer des conseillers sans portefeuille, dont il précise alors les attributions dans le décret de nomination.

### Fin des fonctions
Le mandat du gouvernement prend fin en même temps que celui du président, qui se produit lors de la tenue des élections aux Cortes d'Aragon, et en cas d'adoption d'une motion de censure, d'échec lors d'un vote de confiance, de démission, de décès, d'incapacité permanente, de condamnation définitive à une peine d'interdiction d'exercice d'une fonction publique, de perte du mandat parlementaire ou de toute autre incompatibilité.
Les vice-présidents et conseillers sont relevés de leurs fonctions à la discrétion du président,.

## Attributions
Il revient au Gouvernement d'Aragon : 
- d'établir les grandes lignes de son action ;
- de prendre les initiatives pour réformer le statut d'autonomie ;
- d'exercer l'initiative législative ;
- de solliciter une session extraordinaire des Cortes ;
- d'élaborer puis exécuter les lois de finances ;
- d'autoriser l'émission de dette publique et contracter des emprunts, après y avoir été autorisé par une loi ;
- d'autoriser ou refuser l'examen d'amendements ou de propositions de loi qui prévoient une hausse des dépenses ou une baisse des recettes ;
- d'approuver les décrets-lois ;
- d'exercer le pouvoir législatif délégué ;
- d'exercer le pouvoir réglementaire ;
- de réclamer au Gouvernement de l'Espagne la conclusion d'accords internationaux dans des domaines d'intérêt pour l'Aragon ;
- d'autoriser les accords de collaboration dans le cadre de l'Union européenne et de l'action extérieure ;
- de déposer des recours en inconstitutionnalité ou en conflit de compétences devant le Tribunal constitutionnel ;
- de répondre aux requêtes en incompétence provenant du Gouvernement de l'Espagne ;
- de débattre de la proposition du président de dissoudre les Cortes ;
- de débattre de la proposition du président de poser la question de confiance aux Cortes ;
- de convoquer un référendum consultatif ;
- de convoquer le référendum sur la proposition de réforme du statut d'autonomie ;
- d'émettre l'avis préalable à toute proposition d'aménagement hydraulique ou de transfert des eaux qui affecte le territoire de l'Aragon ;
- de désigner ses représentants au sein des organismes économiques, institutions financières et entreprises publiques qui agissent sur le territoire de l'Aragon, conformément au droit espagnol en vigueur ;
- de participer au processus de désignation des membres des institutions, organismes et entreprises publics de l'État, conformément au droit espagnol en vigueur ;
- de désigner les représentants de l'Aragon dans les délégations espagnoles auprès des institutions et organismes européens qui traitent d'affaires relevant de la compétence de la communauté autonome ou qui affectent ses intérêts ;
- de désigner les représentants de l'Aragon dans les délégations espagnoles qui négocient les accords internationaux qui traitent d'affaires relevant de la compétence de la communauté autonome ou qui affectent ses intérêts ;
- d'autoriser la signature d'accords ;
- d'autoriser la signature de l'accord économique et financier bilatéral avec l'État ;
- de définir les limites territoriales de compétence des organes judiciaires, et de participer, en accord avec le droit espagnol en vigueur, à la création ou la transformation de tribunaux sur le territoire de l'Aragon ;
- de proposer au Gouvernement de l'Espagne les circonscriptions territoriales des conservations des hypothèques et des registres du commerce et des sociétés, les circonscriptions et le nombre des notaires, ainsi que les circonscriptions territoriales des services des impôts ;
- d'autoriser la signature d'accord de collaboration avec les autres communautés autonomes pour la gestion et la prestation de services relevant de leurs compétences ;
- d'approuver les accords de coopération avec les autres communautés autonomes avant leur ratification par les Cortes ;
- d'attribuer les honneurs et distinctions ;
- de créer, modifier et supprimer les structures de direction des départements exécutifs ;
- de nommer et relever de leurs fonctions les hauts fonctionnaires ;
- de désigner les administrateurs et représentants du Gouvernement au sein des entreprises publiques régionales ;
- d'autoriser les actions en justice, les saisies pour créance, les transactions d'arbitrage et le désistement d'actions en justice en cours ;
- de solliciter les avis et rapports des organes consultatifs ;
- d'autoriser les dépenses relevant de sa compétence ;
- d'administrer le patrimoine de la communauté autonome ;
- de superviser la gestion des services publics et entités et établissements publics de la communauté autonome ;
- de révoquer les fonctionnaires et licencier les contractuels ;
- d'autoriser la signature de contrat dont le montant ou la durée excèdent la compétence des conseillers ;
- d'approuver les clauses administratives générales des appels d'offres.